# Аппиева дорога при закате солнца
«А́ппиева доро́га (Via Appia) при зака́те со́лнца» — пейзаж русского художника Александра Ива́нова (1806—1858), написанный в 1845 году. Принадлежит Государственной Третьяковской галерее (инв. 2590). Размер — 44 × 61 см (по другим данным, 44,7 × 61 см). Полотно было приобретено Павлом Третьяковым не позднее 1880 года (скорее всего, во второй половине 1870-х годов).
На картине изображён вид в сторону Рима вдоль Аппиевой дороги — одной из самых древних мощёных римских дорог, строительство которой началось в 312 году до н. э. Дорога проходит между развалинами древних гробниц, а вдали видны силуэты римских зданий, среди которых выделяется купол собора Святого Петра. Замысел картины родился летом 1845 года, во время поездки Александра Иванова с художником Егором Солнцевым по окрестностям Рима. По словам Иванова, он ездил «отыскивать прекрасные места» и «сильно поражён был видом Рима на девятой версте — в Альбано».
По мнению искусствоведа Михаила Алпатова, в этом полотне «можно видеть пейзаж, не уступающий по значению исторической картине», и никто из творивших в Италии пейзажистов «не сумел увековечить образ вечного города [Рима] так величественно и просто, как это удалось великому русскому мастеру в его „Аппиевой дороге“». По словам художника Семёна Чуйкова, картина «Аппиева дорога при закате солнца», в которой так глубоко верно и проникновенно воспеты душа и поэтический образ как Римской Кампаньи, так и всей Италии, является «одной из вершин мировой пейзажной живописи». Искусствовед Светлана Степанова отмечала, что «Аппиева дорога» стала «квинтэссенцией художественной концепции Иванова, воплощением важнейшего свойства его художественного сознания, образом его творческого пути».

## История

### Предшествующие события и работа над картиной

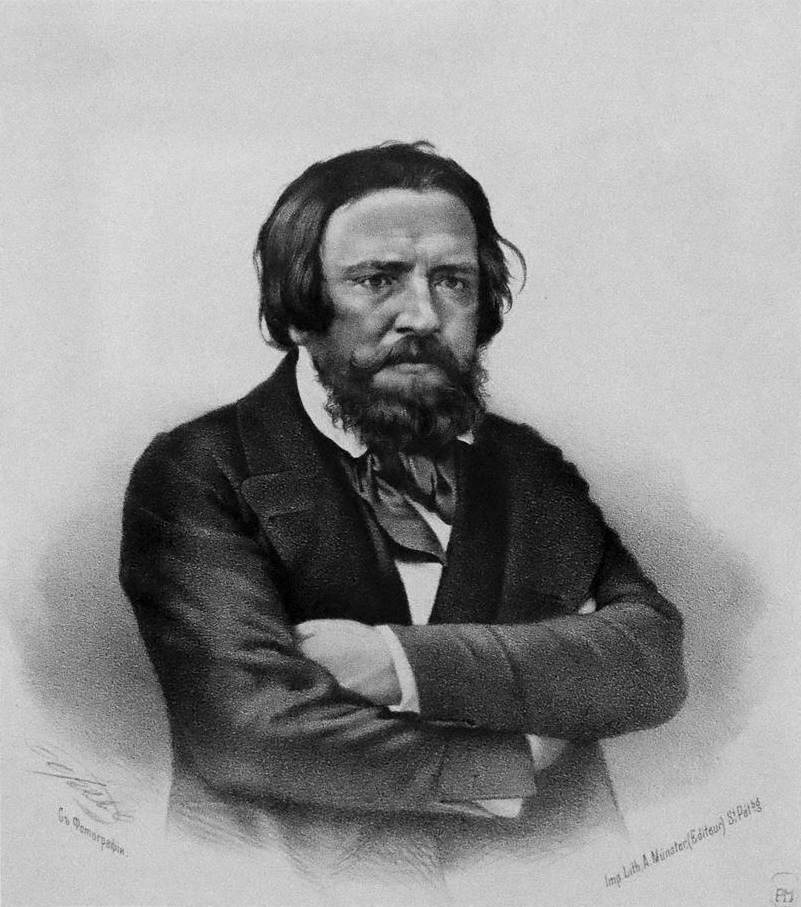
Пётр Борель. Портрет А. А. Иванова (литография, 1860, с фотографии 1846 года)

В 1830 году Александр Иванов уехал в Италию в качестве пенсионера Общества поощрения художников (ОПХ), с 1831 года жил и работал в Риме. В 1834—1835 годах он работал над картиной «Явление Христа Марии Магдалине после воскресения», а затем вплотную приступил к созданию своего главного произведения — полотна «Явление Христа народу» («Явление Мессии»), работа над которым была окончена в 1857 году. В процессе многолетней работы над «Явлением Христа народу» Иванов создал множество этюдов, которые были нужны для правдивого изображения конкретных фрагментов большого полотна — деревьев, камней, воды и отражений в ней. Им были написаны многочисленные пейзажи этюдного характера, такие как «Оливы, освещённые солнцем», «Понтийские болота», «Неаполитанский залив у Кастелламаре», «Вид Римской Кампаньи», «Пейзаж с дорогой в окрестностях Неаполя» и другие. Среди них были и пейзажи, не связанные напрямую с работой над «Явлением Мессии», к которым, в частности, относится «Аппиева дорога при закате солнца».

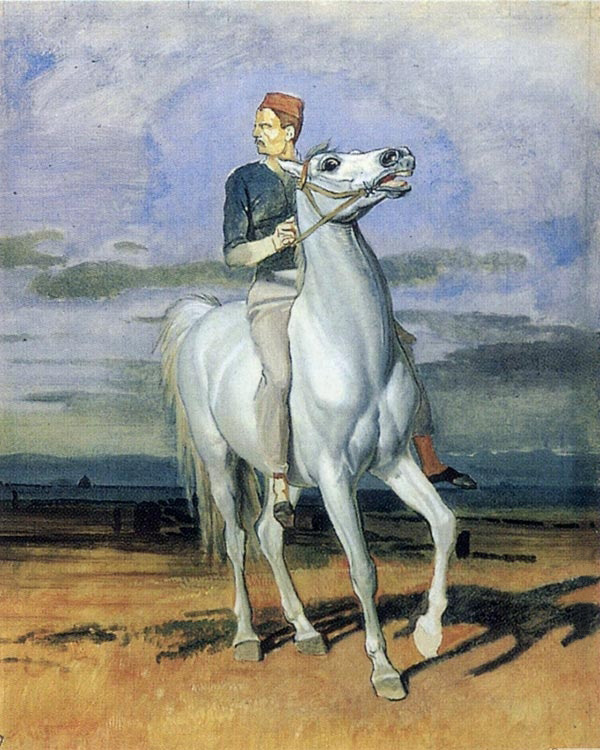
Александр Иванов. Французский солдат на белом коне (в повороте правого всадника) (этюд для «Явления Христа народу», ГРМ)

В 1845 году Иванов опекал находившегося в Риме молодого художника-пейзажиста (впоследствии также мозаичиста) Егора Солнцева. В письме к поэту Николаю Языкову Александр Иванов сообщал: «Я был всё свободное время занят Солнцевым, которого теперь очень заучил. Это руда золотая, русское золото; нужно, чтобы его обработать. Надежда вся на его 26 лет». В сборнике «Александр Андреевич Иванов: его жизнь и переписка», изданном в 1880 году Михаилом Боткиным, это письмо датируется летом 1845 года. В более поздних публикациях было уточнено, что оно было написано 1 сентября 1845 года. Иванов следующим образом описывал поездку с Солнцевым по окрестностям Рима: «Ездил с ним отыскивать прекрасные места; сильно поражён был видом Рима на девятой версте — в Альбано, и занялся сам этим видом, вместе с ним». Согласно сборнику Боткина, эта часть являлась продолжением того же письма Языкову, однако впоследствии было установлено, что эти слова относятся к другому письму Иванова, адресованному Фёдору Чижову и датируемому 26 сентября 1845 года. Иванов также указывал на сложность и продолжительность работы над пейзажем: «…Писали, писали, но, наконец, Солнцев увидел, что невозможно, а я — очень трудно. Солнцев сначала совсем ничего не мог разобрать и ничего не делал, убиваясь в затруднениях, я тянул и дотянул бы, но это бы заняло у меня по крайней мере месяц. Однако ж было бы хорошо» (по разным данным, это отрывок из письма Чижову или Языкову, или набросок письма, датированный концом сентября 1845 года). Рассказ художника показывает, что Иванов считал пейзаж незаконченным, несмотря на то, что посвятил ему много времени.
По всей видимости, доработка первоначального этюда проводилась Ивановым в его римской мастерской. По словам искусствоведа Светланы Степановой, «таким образом, Иванов всё-таки „дотянул“ столь поразивший его пейзажный мотив до создания картины». В собрании Третьяковской галереи также хранится графический вариант «На Аппиевой дороге. Два рисунка» (бумага, акварель, графитный карандаш, 23,9 × 37,6 см, инв. 13856/1-61, лист 32; рисунки сделаны с помощью камеры-лючиды). Кроме того, один из этюдов всадников, созданный при работе над картиной «Явление Христа народу» и хранящийся в Государственном Русском музее, — «Французский солдат на белом коне (в повороте правого всадника)» (бумага на холсте, масло, 75 × 62 см, инв. Ж-5288) — написан на фоне пейзажа с Аппиевой дорогой. Не исключено, что Иванов использовал для него один из подготовительных этюдов для «Аппиевой дороги», поскольку известно, что он «нередко писал поверх своих пейзажных этюдов те или иные элементы композиции для картины „Явление Мессии“, как бы прилаживая фигуры или отдельные детали (например — ступни ног персонажей) к „позему“ или пейзажному фону».

### После создания

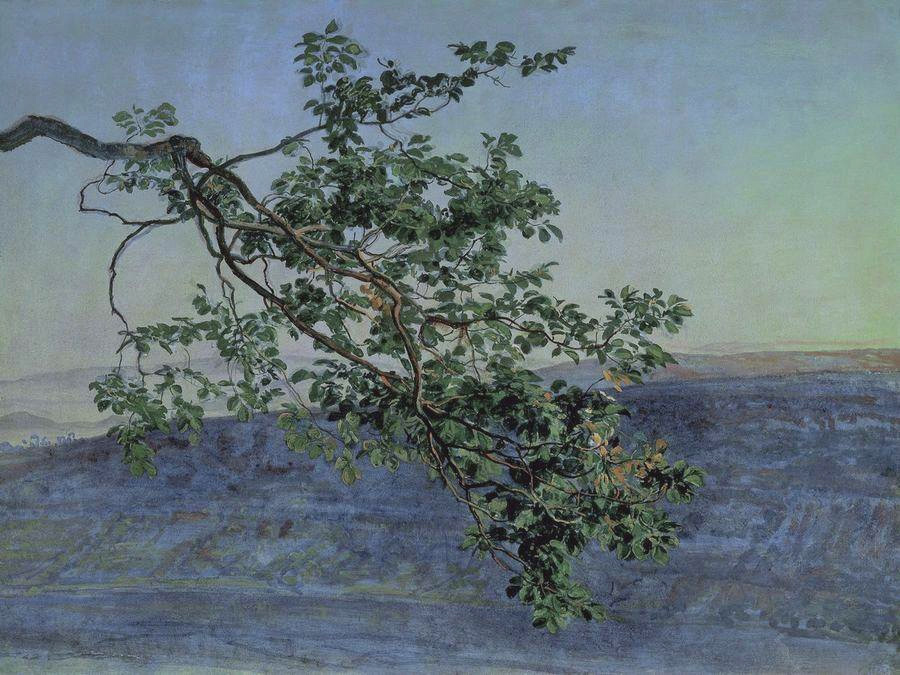
Александр Иванов. Ветка (бумага на холсте, масло, 46.5 × 62.4 см, ГТГ)

Пейзаж «Аппиева дорога при закате солнца» был приобретён Павлом Третьяковым до 1880 года. Этот факт подтверждается опубликованным в 1880 году списком произведений Александра Иванова, находившихся в собрании Третьякова: в нём картина была указана под названием «Дорога Аппия, при закате солнца», также были приведены размер в вершках (10 × 13½) и цена, за которую она была приобретена (300 рублей). Павел Третьяков начал собирать работы Иванова в 1858 году, приобретя два небольших этюда на посмертной выставке художника. В 1873 году Третьяков попросил живописца Фёдора Бронникова известить проживавшего в Риме архитектора Сергея Иванова (брата художника) о своём желании приобрести произведения Александра Иванова. В 1876 году в Рим приезжал Сергей Третьяков, который отобрал для своего брата Павла десять работ Александра Иванова, переслав их в Россию. В феврале 1877 года Сергей Иванов скончался, после чего к разбору творческого наследия братьев Ивановых подключился художник и коллекционер Михаил Боткин. Бронников сообщил Павлу Третьякову, что вещи «переданы М. П. Боткину для продажи, и вот он направляется со всем добром в Россию. Там Вы, конечно, одним из первых будете их видеть и выберете себе, что Вам приглянётся». Когда произведения Александра Иванова прибыли в Россию, Михаил Боткин известил Третьякова, что «ещё осталось несколько хороших вещей и затем больше их нет ни за какие деньги», заверив коллекционера, что тот будет первым, кому будут показаны эти этюды. Впрочем, часть произведений ещё до этого была отобрана Михаилом Боткиным для себя и своего брата Дмитрия. Среди картин, приобретённых Третьяковым, была «Аппиева дорога». К 1892 году, когда собрание Павла Третьякова было передано в собственность городу Москве, в коллекции было 83 произведения Александра Иванова, среди которых главными шедеврами считались пейзажи «Аппиева дорога» и «Ветка».
Картина «Аппиева дорога при закате солнца» экспонировалась на выставке, посвящённой 150-летию со дня рождения Иванова, которая была организована 1956 году в Государственной Третьяковской галерее в Москве и Государственном Русском музее в Ленинграде. Она также была одним из экспонатов выставки, посвящённой 175-летию со дня рождения художника, которая проходила в 1981—1982 годах в Третьяковской галерее. Полотно также входило в состав выставки «Античность в европейской живописи XV — начала XX века», состоявшейся в 1982 году в Государственном музее изобразительных искусств имени А. С. Пушкина в Москве. В настоящее время «Аппиева дорога при закате солнца» выставляется в зале № 10 основного здания Третьяковской галереи в Лаврушинском переулке, где, кроме неё, находятся картины «Приам, испрашивающий у Ахиллеса тело Гектора» (1824), «Аполлон, Гиацинт и Кипарис, занимающиеся музыкой и пением» (1831—1834), «Явление Христа народу» (1837—1857) и другие произведения художника.

## Сюжет и композиция

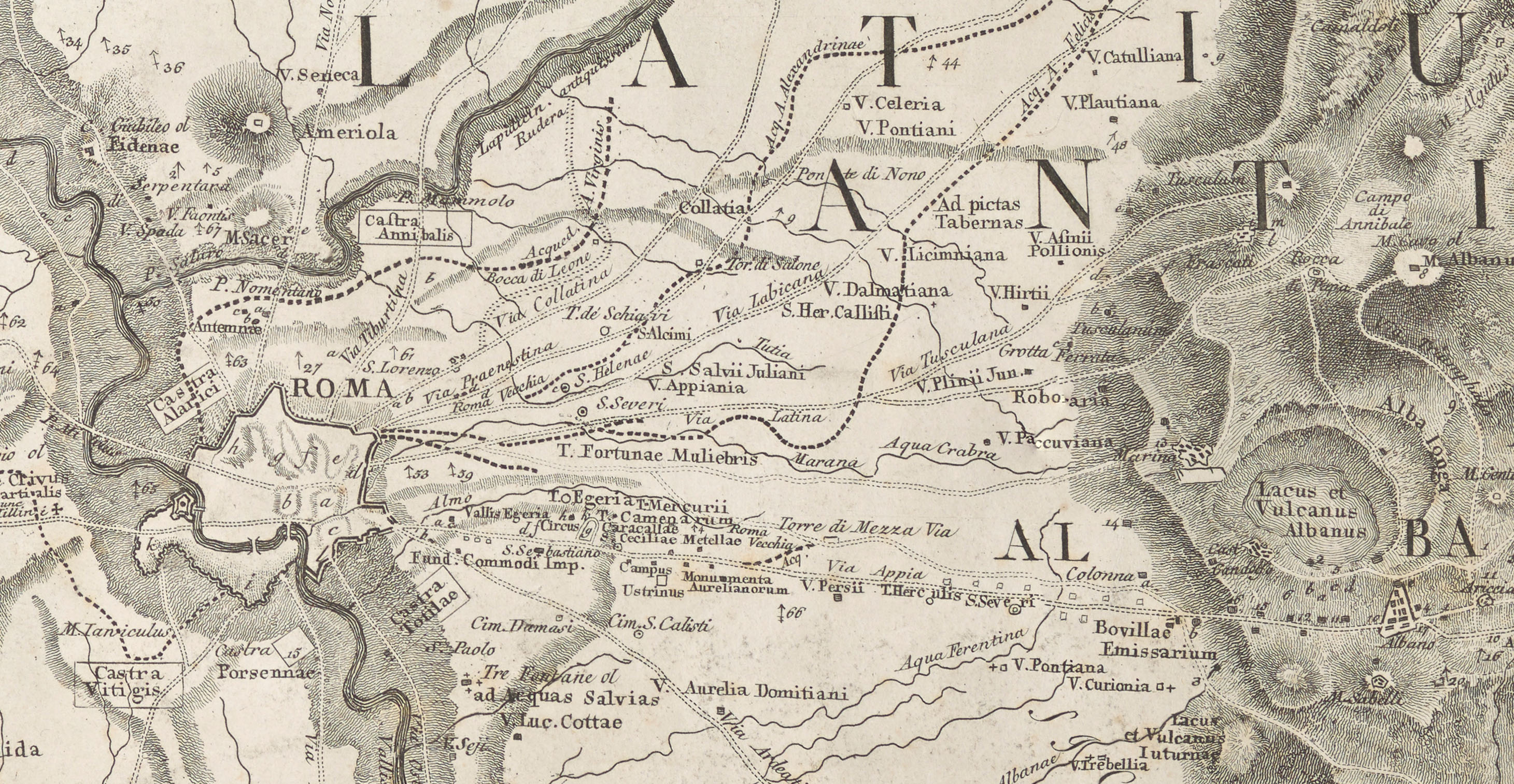
Аппиева дорога (Via Appia) на карте Римской Кампаньи 1816 года. Показан отрезок от Рима до Альбано. Жирным пунктиром обозначены акведуки (наиболее близкий к дороге — Аква-Феличе). Направление вверх соответствует северо-востоку (см. исходную карту)

Аппиева дорога (Via Appia) — одна из самых древних мощёных римских дорог, строительство которой началось в 312 году до н. э. при цензоре Аппии Клавдии Цеке. Дорога, достигавшая 4—4,5 м в ширину, связывала Рим с южной частью Апеннинского полуострова: сначала был построен участок до Капуи, а затем (в 244 году до н. э.) — до портового города Брундизий (ныне Бриндизи). Вблизи самого старого участка Аппиевой дороги, прилегающего к Риму, находились виллы римских патрициев, а вдоль дороги были расположены гробницы и надгробные памятники знатных горожан. Согласно апокрифическим «Деяниям Петра», именно на Аппиевой дороге апостол Пётр встретил воскресшего Иисуса Христа, обратившись к нему с вопросом «Камо грядеши, Господи?».
В своём письме Александр Иванов дал подробное описание «вида Рима на девятой версте»: «…древняя дорога Аппия, имеющая по обеим сторонам развалины гробов римских вельмож; на втором плане — акведук, половина дороги от Альбано — Torre di mezza via, за ним — древний Рим в развалинах, потом самый Рим и в средине — купол Петра, царствующий над всеми развалинами, потом — Витербские горы за 60 миль, и всё это при закате солнца! Пожалуй, могут толковать, что торжествующий Пётр, или католицизм над древним миром находится при своём закате. Если б вы видели место в хорошую погоду и при полном освещении, то не знаю, что другое понравилось бы вам после этого».

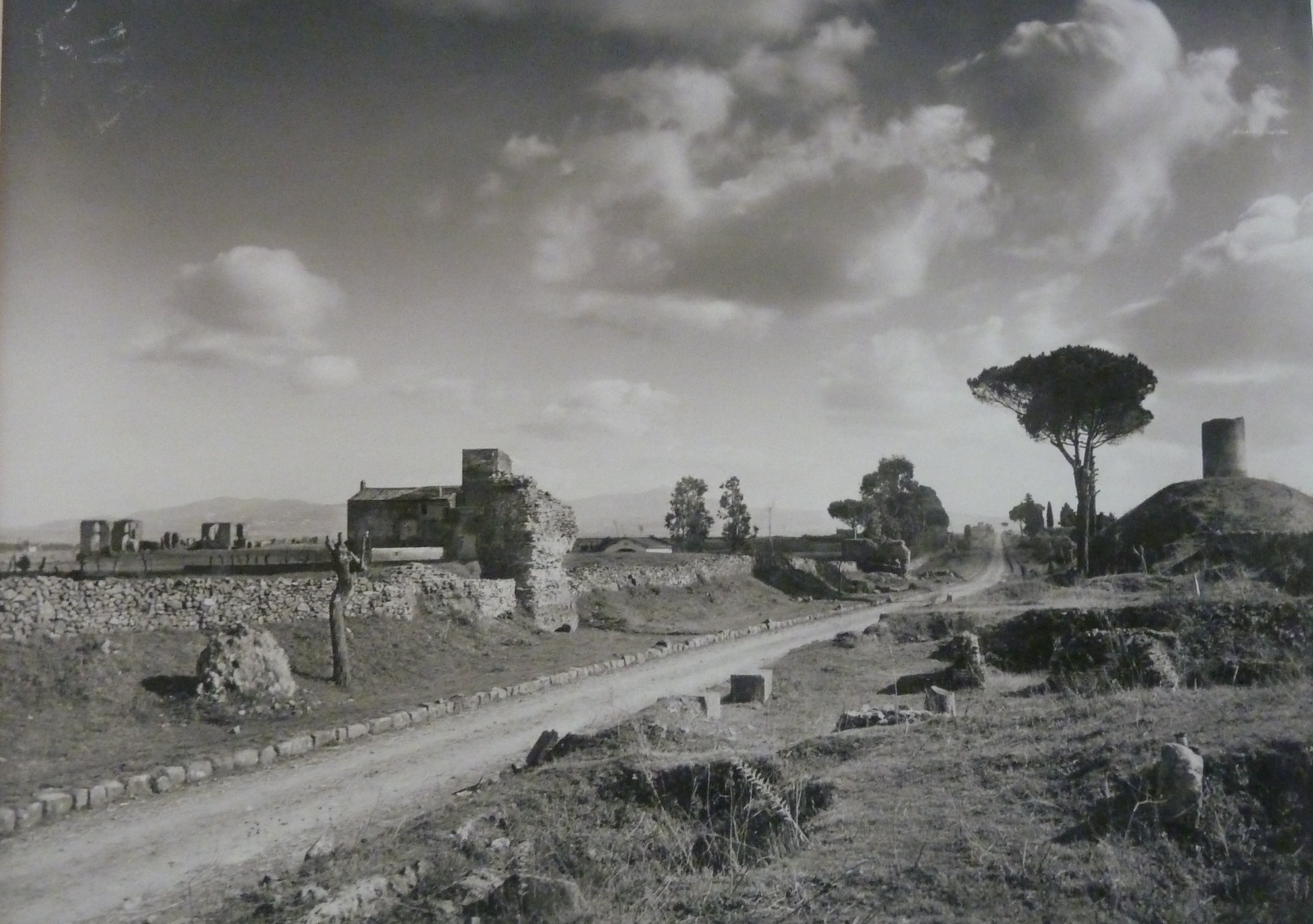
Аппиева дорога (около 1900 года)

На картине изображён момент заката, когда солнце уже спустилось за горизонт и наступили сумерки. В такой момент всё меняет свой облик — небо из голубого превращается в жёлтое, горные цепи тоже окрашиваются в лимонно-жёлтые тона — «кажется, будто самые дальние горы прозрачны, как цветное стекло, и свет не только пронизывает их, но и разливается по всей картине». На первом плане показана земля, покрытая пожелтевшим вереском. При её изображении Иванов использует «систему многослойных прокладок», которая позволяет ему добиться богатства цвета: широкие мазки красной охры прерываются извилистыми полосками оливкового цвета, а поверх них используются сложные комбинации коричнево-красных и золотистых оттенков. Такая техника позволяет создать впечатление «нескончаемости плавных переходов пространственных земляных пластов». На земле просматриваются острые пики травинок, которые перекликаются с силуэтами городских построек. В целом, по мнению искусствоведа Михаила Алпатова, земля «трактована несколько суммарно и даже грубо», поскольку она не должна привлекать к себе слишком много внимания.
Пространство неторопливо разворачивается в глубину картины — его вехами служат руины гробниц. Дальние предметы переданы «с безупречной точностью и бережностью», так что относительно небольшой силуэт собора Святого Петра «вырастает до значения символа всего города». Мягкий свет заходящего солнца придаёт пейзажу лиризм, а реалистическая трактовка сочетается с романтическим мировосприятием автора, «размышляющего о безвозвратно уходящем времени, бренности бытия, расцвете и упадке великих культур». По словам искусствоведа Галины Загянской, «если отойти от пейзажа на некоторое расстояние, то всё многообразное месиво дороги превращается в сплочённую и живую массу via Appia, ведущей в Древний Рим».
Фрагменты картины «Аппиева дорога при закате солнца»
Картина «Аппиева дорога при закате солнца» написана на мелкозернистом холсте, «тонко и жидко, свободным, но не очень чётким живописным мазком». Использование недостаточно эластичного грунта в сочетании с разбавленной лаком краской привело к появлению хорошо заметного кракелюра, а также к некоторой «покоробленности» поверхности красочного слоя. Для изображения деталей переднего плана — выжженной травы и ржавой земли в условиях сгущающихся сумерек — Иванов использовал нехарактерные для него тёплые и относительно тёмные тона. После применения рыжеватой лессировочной подготовки были добавлены небольшие пятна зелёных, коричневых и красноватых лессировок в сочетании с розоватыми, лиловатыми и серыми мазочками, нанесёнными для изображения отдельных былинок. За передним планом следуют комбинации коричневатых и зеленоватых полос, соответствующие пустынным и зеленеющим участкам равнины, на которой находятся тёмные силуэты развалин древних построек. За этими равнинными участками видны сине-лиловые холмы Рима с собором Святого Петра, а ещё дальше — «лёгкая голубоватая цепь дальних гор с едва заметными рефлексами догорающего заката». По словам искусствоведа Аллы Лужецкой, это произведение «отличается необычной для пейзажей Иванова сложной эмоциональностью».

## Отзывы и критика
Искусствовед Михаил Алпатов писал, что картина «Аппиева дорога» была создана Ивановым «в годы его полной зрелости как пейзажиста». По словам Алпатова, в этом произведении художнику удалось «выбрать точку зрения, содействующую впечатлению естественности и простоты», а в самом пейзаже «нет ни манерности, ни условности приёмов, ни одной кулисы, в расположении предметов нет ничего надуманного». Искусствовед отмечал, что в «Аппиевой дороге» Иванов остаётся верен реализму, достигая «большой силы красочного воздействия». По мнению Алпатова, в этом полотне «можно видеть пейзаж, не уступающий по значению исторической картине», и никто из творивших в Италии пейзажистов «не сумел увековечить образ вечного города [Рима] так величественно и просто, как это удалось великому русскому мастеру в его „Аппиевой дороге“».

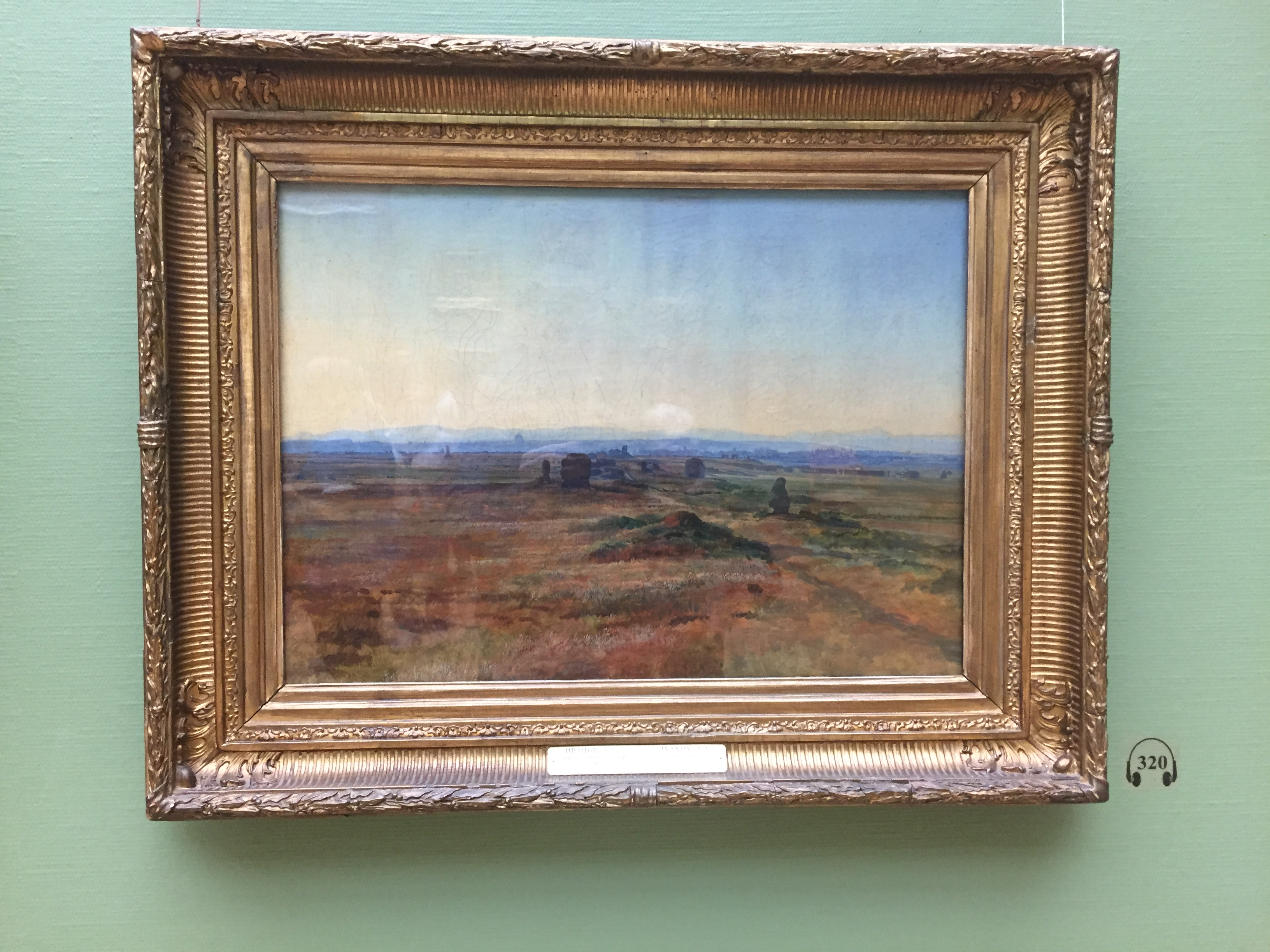
Картина «Аппиева дорога при закате солнца» в ГТГ

В книге «Пленер в русской живописи XIX века» искусствовед Ольга Лясковская писала, что в полотне «Аппиева дорога при закате солнца», несмотря на его кажущуюся незаконченность, «было выражено всё основное: очарование заката, глубина равнины, замыкающейся лёгкими, стелющимися очертаниями гор», причём красота пейзажа усиливалась тем, что «он был писан летом и зелень полей побурела». По словам Лясковской, «самое изумительное в картине — решение пространства и красочная симфония заката», при написании которого художник «сумел избегнуть всякого преувеличения, всякого соблазна привнести нечто „от себя“, не заключённое в величии самой природы».
Рассказывая о своей поездке 1963 года в Италию, художник Семён Чуйков писал, что слова «Аппиева дорога» очень многозначительны для художников, поскольку это «та самая древнеримская дорога, что гениально воспета Александром Ивановым». По словам Чуйкова, «Аппиева дорога» Иванова — «маленький шедевр», и заветная мечта каждого художника — побывать там, где создавалась эта картина. Чуйкову и его спутникам удалось посетить это место, и они «пробыли там с час, наслаждаясь покоем, свежим воздухом и предаваясь „воспоминаниям“ об античных временах». При этом Чуйков отмечал, что за сто с лишним лет, прошедших со времени создания полотна, местность значительно изменилась: у Иванова дорога «угадывается только по ряду придорожных руин, древнеримских гробниц», а теперь она имеет твёрдое покрытие и по её краям выросли могучие пинии, «образующие почти сплошную аллею и до неузнаваемости меняющие лицо пейзажа». По мнению Чуйкова, картина «Аппиева дорога при закате солнца», в которой так глубоко верно и проникновенно воспеты душа и поэтический образ как Римской Кампаньи, так и всей Италии, является «одной из вершин мировой пейзажной живописи».
Искусствовед Михаил Алленов отмечал, что «Аппиева дорога» занимает особое положение среди итальянских пейзажей Александра Иванова, «превосходя все по смелости и новизне мотива». Алленов писал, что в созданном Ивановым «виде полей Римской Кампаньи при закате» художнику удалось воспроизвести подмеченный Николаем Гоголем эффект, когда «поле превращалось в пламя, подобно небу». По мнению Алленова, Иванов «пишет эту древнюю землю так, как Рембрандт писал лица своих стариков», осознавая, что все рытвины, развалины и холмы — это следы исторического прошлого, точно так же как у Рембрандта за морщинами пожилых людей стоит то, что они пережили на своём веку. При этом, по словам Алленова, Иванов «остаётся совершенно чужд кладбищенской романтике», которой в своё время «отдал щедрую дань» представитель раннего немецкого романтизма Каспар Давид Фридрих.
Обсуждая особенности итальянских пейзажей Александра Иванова 1840—1850-х годов, искусствоведы Глеб Поспелов и Григорий Стернин отмечали определённые различия между этюдами, созданными в первой половине 1840-х годов и во второй половине 1840-х — 1850-х годах, причём «Аппиева дорога» находится как раз на границе между этими периодами. Если в первой половине 1840-х в ивановских пейзажах доминировала «живая и растущая» итальянская природа, воплощённая «в больших деревьях, царящих в небесной голубизне», то в более поздних произведениях подобные мотивы становились более редкими: Иванова-пейзажиста влекли «всё более широкие временные масштабы» и «у него всё более утверждалось восприятие ландшафта как своеобразной исторической сцены, на которой отслоились следы прошедших тысячелетий». По словам Поспелова и Стернина, это новое, историческое отношение художника к ландшафтам «с превосходной рельефностью» проявилось в «Аппиевой дороге» — связь древней земли на первом плане и виднеющихся вдалеке голубых гор ощущается «как связь цивилизаций, сменявших одна другую на фоне широкой равнины».

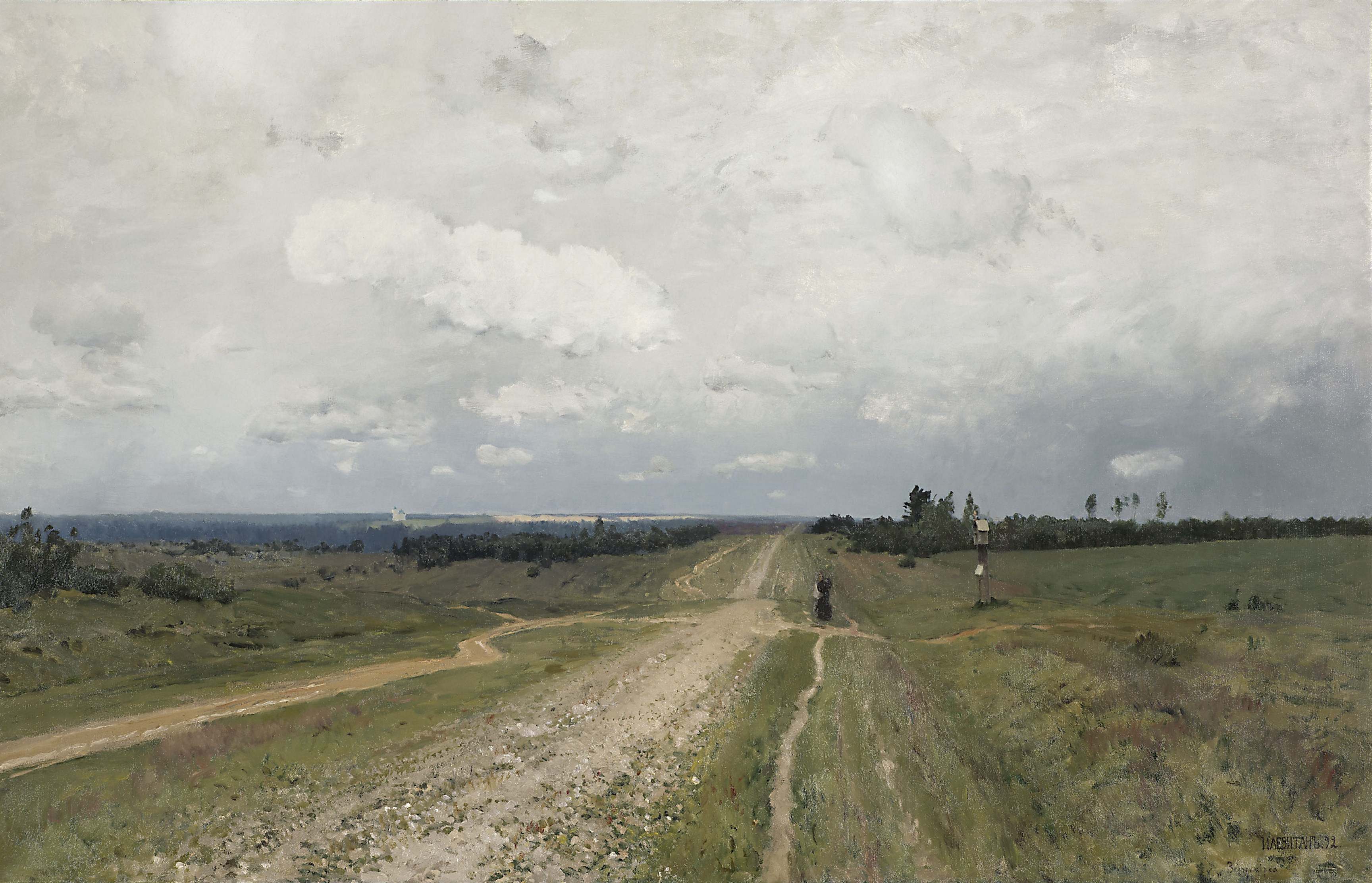
Исаак Левитан. Владимирка (1892, холст, масло, 79 × 123 см, ГТГ)

Называя «Аппиеву дорогу» одним из значительных произведений в творчестве Александра Иванова, искусствовед Виталий Манин писал, что «выжженная равнина с остатками былых культур делает картину историческим пейзажем». По его словам, «Аппиева дорога» — это размышление и об истории, и о сегодняшнем дне: «история сопоставляется с современностью». Манин отмечал предельную достоверность изображения много перенёсшей за свою историю земли, которая «словно сопротивляется издевательству над собой» и «взывает к размышлениям, к осмыслению опыта, который никогда не учит». По мнению Манина, то, что можно увидеть в этой картине, — «не философия, не фантазия, не логика размышлений, а эмоциональное переживание судьбы великолепной страны».
Сравнивая «Аппиеву дорогу при закате солнца» Александра Иванова с появившейся почти на полвека позже неё «Владимиркой» Исаака Левитана, искусствовед Владимир Петров писал, что оба произведения можно отнести к редкому в истории русской живописи типу «полифонического „исторического пейзажа“». При этом Петров отмечал, что между этими двумя полотнами есть существенная разница: в то время как ива́новская «Аппиева дорога» заставляет думать о судьбах Римской империи, левитановская «Владимирка», изображающая дорогу, по которой прошли тысячи арестантов, «воспринимается как некий шрам, нанесённый историей многострадального народа на прекрасное лицо его земли».
Искусствовед Светлана Степанова отмечала, что пейзаж «Аппиева дорога при закате солнца» стоит особняком в творчестве Александра Иванова, входя в число немногих этюдов, не связанных напрямую с работой над его главным произведением — «Явлением Христа народу» (другие примеры таких пейзажей — «Неаполитанский залив у Кастелламаре» и «Вид из Помпеи на Кастелламаре», оба в ГТГ). Степанова писала, что натурный этюд «Аппиева дорога» в процессе работы над ним «приобрёл значение вполне законченного полотна». По её мнению, главным объектом изображения является не дорога сама по себе, а «дорога как путь в бескрайнем мире», который «почти прямой линией идёт к собору Св. Петра, чтобы устремиться к горам и небу, растворившись в его желтеющей тверди». По словам Степановой, «Аппиева дорога» стала «квинтэссенцией художественной концепции Иванова, воплощением важнейшего свойства его художественного сознания, образом его творческого пути».